# Caryophyllia polygona
Caryophyllia polygona is een rifkoralensoort uit de familie Caryophylliidae. De wetenschappelijke naam van de soort is voor het eerst geldig gepubliceerd in 1878 door Pourtalès.